# Rhombocentra
Rhombocentra là một chi bướm đêm thuộc họ Geometridae.